# 닉과 노라의 인피니트 플레이리스트
《닉과 노라의 인피니트 플레이리스트》(영어: Nick & Norah's Infinite Playlist)는 미국에서 제작된 피터 솔릿 감독의 2008년 로맨틱 코미디 드라마 영화이다. 마이클 세라, 캣 데닝스, 알렉시스 지나, 아리 그레이너, 에런 유, 제이 배러셸 등이 출연하였고, 크리스 와이츠 등이 제작에 참여하였다.

## 줄거리
이제 막 서로를 알게 됐으며 음악을 좋아하는 닉과 노라는 다양한 소동이 이어지는 가운데 전설적인 인디 밴드가 그날 밤 깜짝 공연을 여는 장소를 함께 찾아다니며 가까워진다.

## 출연
- 마이클 세라 - 닉 역
- 캣 데닝스 - 노라 역
- 알렉시스 지나 - 트리스 역
- 아리 그레이너 - 캐럴라인 역
- 에런 유 - 톰 역
- 래피 게이브런 - 데브 역
- 조너선 B. 라이트 - 러사리오 역
- 제이 배러셸 - 탈 역
- 로린 스커파리아, 세스 마이어스 - 닉이 모는 유고를 택시로 오인하고 타는 취객들 역
- 앤디 샘버그 - 노숙인 역
- 존 조 - 하이프 맨 역
- 더벤드라 밴하트 - 식품 잡화접 고객 역
- 에디 케이 토머스 - 게이 카바레의 예수 역
- 케빈 코리건 - 항만공사 버스 터미널의 남성 역
- 레이철 콘, 데이비드 레비샌 - 커플 역
- 마르셀 시모노
- 프랭키 페이존

## 기타 제작진
- 공동 제작: 켈리 코놉, 니콜 브라운
- 배역: 조지프 미들턴
- 미술: 데이비드 도언버그
- 의상: 샌드라 허낸데즈
- 세트: 세라 파크스